# Acaiaca
Acaiaca là một đô thị thuộc bang Minas Gerais, Brasil. Đô thị này có diện tích 100,876 km², dân số năm 2007 là 4206 người, mật độ 40,8 người/km².